# Kåtaträsket (Malå socken, Lappland)
Kåtaträsket är en sjö i Malå kommun i Lappland och ingår i Umeälvens huvudavrinningsområde. Sjön har en area på 1,04 kvadratkilometer och ligger 352 meter över havet. Sjön avvattnas av vattendraget Nymyrbäcken.

## Delavrinningsområde
Kåtaträsket ingår i det delavrinningsområde (722634-162945) som SMHI kallar för Utloppet av Kåtaträsket. Medelhöjden är 379 meter över havet och ytan är 14,44 kvadratkilometer. Det finns inga avrinningsområden uppströms utan avrinningsområdet är högsta punkten. Nymyrbäcken som avvattnar avrinningsområdet har biflödesordning 4, vilket innebär att vattnet flödar genom totalt 4 vattendrag innan det når havet efter 256 kilometer. Avrinningsområdet består mestadels av skog (67 procent) och sankmarker (18 procent). Avrinningsområdet har 1,03 kvadratkilometer vattenytor vilket ger det en sjöprocent på 7,2 procent.